# Serguei Lebedev
Serguei Vassilievitch Lebedev (em russo:  Серге́й Васи́льевич Ле́бедев; 25 de julho de 1874 — 1 de maio de 1934) foi um químico russo-soviético, inventor da borracha sintética de polibutadieno, o primeiro modelo comercialmente viável da borracha atual.